# Særslev Sogn (Kalundborg Kommune)
Særslev Sogn ist eine ehemalige Kirchspielsgemeinde (dän.: Sogn) auf der dänischen Insel Seeland.
Bis 1970 gehörte sie zur Harde Skippinge Herred im damaligen Holbæk Amt, danach zur Bjergsted Kommune im Vestsjællands Amt, die wiederum im Zuge der Kommunalreform zum 1. Januar 2007 in der erweiterten Kalundborg Kommune in der Region Sjælland aufgegangen ist.

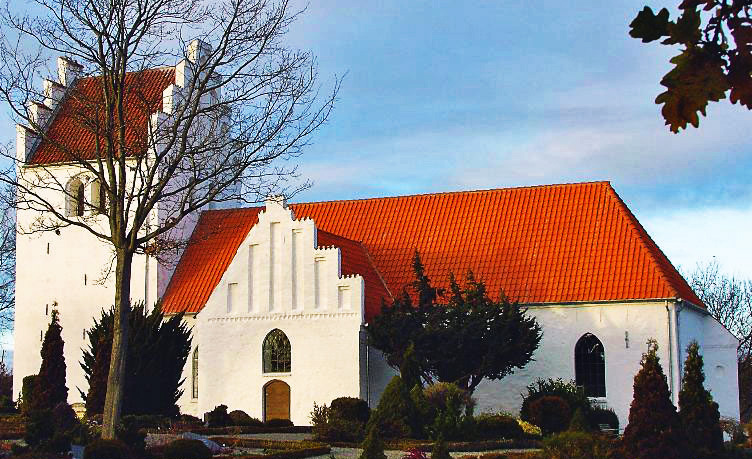
Særslev kirke

Im Kirchspiel lebten am  1. Oktober 2020 1.299 Einwohner. Die „Særslev Kirke“ lag auf dem Gebiet der Gemeinde.
Nachbargemeinden waren im Norden auf dem Gebiet der Odsherred Kommune das Kirchspiel Vallekilde Sogn, im Osten auf dem Gebiet Holbæk Kommune Hjembæk-Svinninge Sogn, im Süden Bjergsted Sogn und im Westen Bregninge Sogn sowie Føllenslev Sogn. Mit Letzterem wurde Særslev Sogn am 29. November 2020 zum Føllenslev-Særslev Sogn zusammengelegt.